# La Mudarra
La Mudarra är en ort i Spanien.   Den ligger i provinsen Provincia de Valladolid och regionen Kastilien och Leon, i den centrala delen av landet, 180 km nordväst om huvudstaden Madrid. La Mudarra ligger 847 meter över havet och antalet invånare är 254.
Terrängen runt La Mudarra är platt, och sluttar västerut. Runt La Mudarra är det tätbefolkat, med 849 invånare per kvadratkilometer. Närmaste större samhälle är Medina de Ríoseco, 14,1 km nordväst om La Mudarra. Trakten runt La Mudarra består till största delen av jordbruksmark.